# Sorel-Tracy
Sorel-Tracy – miasto w Kanadzie, w prowincji Quebec, w regionie Montérégie i MRC Pierre-De Saurel. Miasto położone jest u ujścia rzeki Richelieu do Rzeki Świętego Wawrzyńca. Sorel-Tracy powstało w 2000 z połączenia miejscowości Sorel i Tracy.
Liczba mieszkańców Sorel-Tracy wynosi 34 076. Język francuski jest językiem ojczystym dla 97,4%, angielski dla 0,8% mieszkańców (2006).